# 野獣 (聖飢魔IIの曲)
「野獣」（やじゅう）は、日本のヘヴィメタルバンド・聖飢魔IIの20枚目の小教典（シングル）。B.D.3年（1996年）5月22日に発布された。

## 解説
聖飢魔IIが地球デビューする前から存在していた楽曲。
1995年8月に日比谷野外音楽堂で「THE SATAN ALL STARS」と銘打たれた黒ミサが行われた際、黒ミサに参加したダミアン浜田がデーモン小暮と行った対談において、この楽曲が自身の作品の中で最も好きな曲であることを明かした。これが契機となり、小教典としてこの楽曲を発布し、大教典「メフィストフェレスの肖像」にも収録されることが決まった。
なお、前述の黒ミサではこの楽曲は演奏されることはなかったが、1999年に行われた聖飢魔IIの解散前最後の黒ミサ「THE ULTIMATE BLACK MASS」の二日目「THE SATAN ALL STARS' DAY」にダミアン浜田が出演した際には、この楽曲が演奏された。
もっともダミアン浜田は2014年にtwitterで、自分の曲に優越や順位付けはできないので、一番思い入れの深い曲ではあるが一番好きな曲と言う意味ではないと語っている。
長嶋有の短編小説『センスなし』（『泣かない女はいない』所収）の作中に登場する。

## 収録曲
1. 野獣
  - 作詞・作曲：ダミアン浜田、編曲：松崎雄一
2. WINNING GATE
  - 作詞：デーモン小暮、作曲：ゼノン石川
3. 野獣（オリジナルカラオケ）